# Drudge Report

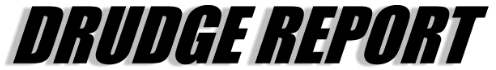
Logo Drudge Report.

Drudge Report é uma agência americana de notícias via internet. Foi fundado em 1995 por Matt Drudge e logo se tornou um dos mais poderosos e polêmicos meios de comunicação da internet e do jornalismo em geral. Foi uma das primeiras agências a publicar sobre o escândalo Monica Lewinsky.